# آنری باتای
آنری باتای (به فرانسوی: Henry Bataille) شاعر و نمایش‌نامه نویس قرن نوزدهم میلادی اهل فرانسه است.